# Semjon Michailowitsch Targ
Semjon Michailowitsch Targ (russisch Семён Михайлович Тарг; * 27. Septemberjul. / 10. Oktober 1910greg. in Smolensk; † 19. September 2003 in Moskau) war ein sowjetischer und russischer Physiker und Hochschullehrer.

## Leben
Targs Vater Michail Ionowitsch Targ war Tischler und arbeitete in der Forstwirtschaft. Targs Mutter Wera Semjonowna geborene Lipkina war Arbeiterin in verschiedenen Fabriken. 1921 trennten sich die Eltern.
1925 schloss Targ den Mittelschulbesuch ab, wurde Mitglied des Komsomol und arbeitete nun in der Pionierorganisation. 1927 begann er das Studium an der Universität Moskau (MGU) in der Physikalisch-Mathematischen Fakultät, das er 1931 als Aerodynamiker abschloss.
1931 wurde Targ Wissenschaftlicher Mitarbeiter des nach Nikolai Jegorowitsch Schukowski benannten Zentralen Aerohydrodynamischen Instituts (ZAGI). Dazu war er Aspirant an der MGU bei Leonid Samuilowitsch Leibenson. Ab 1932 lehrte er an der MGU zunächst als Assistent. 1934 verteidigte er mit Erfolg seine Dissertation im Bereich der Aerodynamik für die Promotion zum Kandidaten der physikalisch-mathematischen Wissenschaften. Darauf folgte die Ernennung zum Dozenten.
Ab Februar 1939 nahm Targ auf Einladung des Lehrstuhlleiters Nikolai Alexejewitsch Sljoskin das Amt eines Professors des Lehrstuhls für Theoretische Mechanik der Dserschinski-Artillerie-Akademie wahr. 1940 trat er in die KPdSU ein. Im Juli 1940 wurde er als Militäringenieur 2. Ranges in die Rote Armee eingegliedert (entlassen  im August 1955 als Oberstleutnant). 1948 verteidigte er im Akademischen Rat der Mechanisch-Mathematischen Fakultät der MGU seine Doktor-Dissertation über Näherungsmethoden zur Lösung von Problemen der Hydrodynamik viskoser Schichten für die Promotion zum Doktor der physikalisch-mathematischen Wissenschaften. 1950–1955 war er zusätzlich Professor des Lehrstuhls für Theoretische Mechanik der Militärakademie für Ingenieure der Luftstreitkräfte „Prof. N. J. Schukowski“. In der Mitte seiner Forschungstätigkeit standen die laminaren Strömungen. Im Zusammenhang mit militärtechnischen Entwicklungen führte er Untersuchungen zur Festkörperdynamik, Kreiseltheorie und Stoßtheorie durch. sein Kurzer Kurs der Theoretischen Mechanik erlebte die 20. Auflage und wurde in 14 Sprachen übersetzt. Er überarbeitete das Lehrbuch der Theoretischen Mechanik von Nikolai Nikolajewitsch Buchholz und übernahm die wissenschaftliche Redaktion der Übersetzung des klassischen Lehrbuchs der Theoretischen Mechanik von Paul Appell.
1972–1990 leitete Targ den Lehrstuhl für Theoretische Mechanik des Polytechnischen Tschernomyrdin-Allunionsfernstudieninstituts in Moskau.
Targs Bestattungsurne befindet sich im Kolumbarium des Donskoi-Friedhofs.

## Ehrungen
- Medaille „Für die Verteidigung Moskaus“[3]
- Orden des Roten Banners der Arbeit
- Orden des Roten Sterns (zweimal)